# Costeni, Maramureș
Costeni este un sat în comuna Cupșeni din județul Maramureș, Transilvania, România. Se află la poalele muntelui Șatra, la 15 km de orașul Târgu Lăpuș.

## Istoric
Prima atestare documentară: 1603 (Kostafalu). 

## Etimologie
Etimologia numelui localității: din numele de grup costeni < n.fam. Coste(a) (< n. pers. Constantin < lat. Constantinus) + suf. -eni. 

## Demografie
La recensământul din 2011, populația era de 435 locuitori. 

## Monumente istorice
- Biserica de lemn „Sfântul Nicolae” (1870);
- Biserica de lemn „Sfinții Apostoli Petru și Pavel”.